# 広島県道225号塩町停車場線
広島県道225号塩町停車場線（ひろしまけんどう225ごう しおまちていしゃじょうせん）は、広島県三次市を通る一般県道である。

## 概要
JR西日本芸備線・福塩線 塩町駅から広島県道430号糸井塩町線交点に至る。

### 路線データ
- 起点：広島県三次市塩町（JR西日本芸備線・福塩線 塩町駅前）
- 終点：広島県三次市塩町（広島県道430号糸井塩町線交点）
- 総延長：316 m
- 実延長：316 m[1]

## 路線状況

### 交通量
道路交通センサス
| 平成17年（2005年）度 | 平成22年（2010年）度 | 平成27年（2015年）度 | 令和3年（2021年）度 |
| -------------------- | -------------------- | -------------------- | ------------------- |
| 1,279                | 1,218                | 1,281                | 1,242               |

## 地理

### 通過する自治体
- 広島県
  - 三次市

### 交差する道路
| 交差する道路            | 交差する場所 | 交差する場所 |
| ----------------------- | ------------ | ------------ |
| 広島県道430号糸井塩町線 | 塩町         | 終点         |

### 沿線
- JR西日本芸備線・福塩線 塩町駅